# 阿尔塔内乌
阿尔塔内乌，是西班牙加泰罗尼亚莱里达省的一个市镇。 总面积195平方公里，总人口407人（001年），人口密度2人/平方公里。